# Fernando Fernandes (atleta português)
Fernando Fernandes (7 de junho de 1920 – 28 de março de 1991) foi um atleta de corrida com barreiras português. Ele competiu nos 400 metros com barreiras masculinos nos Jogos Olímpicos de Verão de 1952.